# Задор, Эрвин
Эрвин Задор (венг. Zádor Ervin; 7 июня 1935, Будапешт — 28 апреля 2012, Линден, Калифорния) — венгерский ватерполист и тренер по плаванию в США, чемпион летних Олимпийских игр в Мельбурне (1956). Участник полуфинального матча со сборной СССР, получившего название «Кровь в бассейне».

## Спортивная биография
В возрасте 21 года стал членом национальной сборной, которая в полуфинале Олимпийского турнира нанесла поражение сборной СССР со счётом 4:0. В связи с тем, что матч проходил после подавления советскими войсками Венгерского восстания, он получился крайне напряжённым. Советский ватерполист Валентин Прокопов, после словесной перепалки с Задором, нанёс ему удар кулаком и рассёк кожу над правым глазом венгра, что вызвало обильное кровотечение. Несмотря на это, венгерский спортсмен продолжил игру, оставляя за собой кровавый след в бассейне. Зрители устроили сборной СССР обструкцию, и за минуту до финального свистка она была дисквалифицирована. В финале венгры выиграли у сборной Югославии со счетом 2:1 и стали олимпийскими чемпионами.
Сразу же после окончания Олимпийских игр половина игроков сборной Венгрии, в том числе и Задор, попросила политического убежища на Западе. При этом он оказался единственным, кто вообще не вернулся на Родину. В последующие годы работал тренером по плаванию в США, среди его подопечных был юный Марк Спитц.
Весной 2006 года стал одним из персонажей фильма режиссёра Колина К. Грэя «Неистовство свободы», посвящённого игре сборной Венгрии на мельбурнском турнире. В том же году отказался приехать в Будапешт на 50-летний юбилей Венгерского восстания, заявив, что не хочет получать награду от правительства, в которое входят люди, бывшие до 1989 года активными коммунистами.